# 本庄藤次
本庄 藤次（ほんじょう とうじ、前名・久二郎、1877年〈明治10年〉7月5日 - 没年不明）は、日本の資産家、兵庫県多額納税者、金貸業者。一星商事代表取締役。姫路電気化学工業取締役。族籍は兵庫県平民。

## 人物
兵庫県人・先代藤次の二男。幼くして他家に養子となったが、実家の嗣子である兄が夭折して嗣子がいないため、養家より退籍して実家を継いだ。1898年、家督を相続、前名・久二郎を改めた。金貸業を営み、営業税百円以上納めた。貴族院多額納税者議員選挙の互選資格を有した。住所は姫路市東呉服町。

## 家族・親族
本庄家
- 父・藤次[10]（兵庫平民[8]、名望家[11]）
- 母・くに（1837年 - ?、兵庫、久能庄八郎の二女）[8]
- 姉[1]
- 妻・きくゑ（1884年 - ?、兵庫、小牧龍雄の長女）[1]
- 男・一郎[1]（1908年 - ?、一星商事監査役）[6]
- 二男・磐次[1]（1909年 - ?、一星商事取締役[7]）
- 三男・忠（1910年 - ?）[1]
- 四男・正三郎[1]（1913年 - ?、一星商事監査役[7]）
- 五男・孝[1]（1914年 - ?、一星商事監査役[7]）
- 六男・久雄[1]（1915年 - ?、一星商事監査役[7]）
- 長女[1]
- 二女[1]